# Konrad Stockmeier

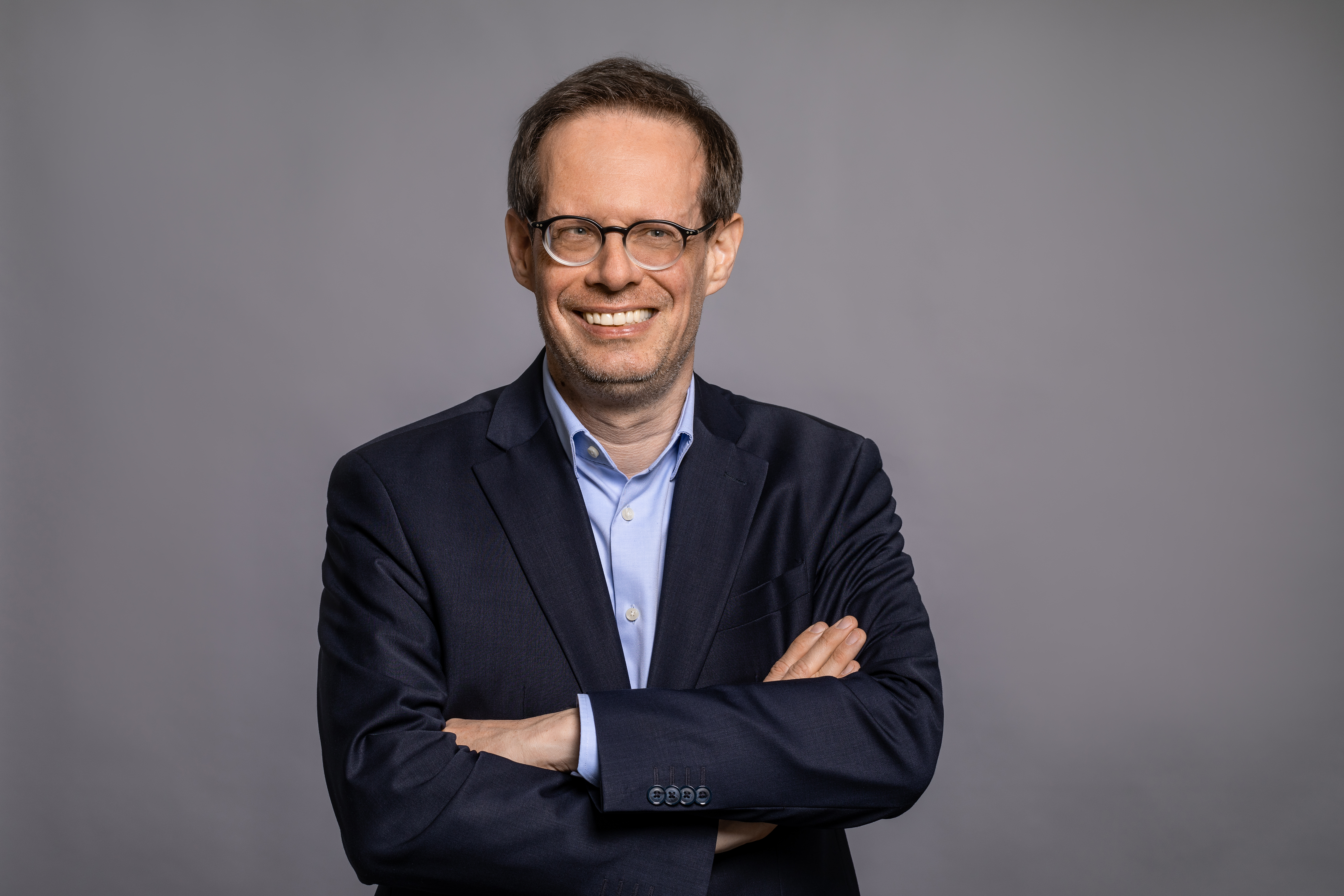
Konrad Stockmeier (2024)

Konrad Stockmeier (* 3. Mai 1977 in Heidelberg) ist ein deutscher Politiker (FDP), Volkswirt und Marktforscher. Er war von 2021 bis 2025 Mitglied des Deutschen Bundestages.

## Leben
Konrad Johann Lorenz Stockmeier wuchs in Wertheim am Main und Konstanz am Bodensee auf. 1997 machte er sein Abitur am Ellenrieder-Gymnasium in Konstanz. Ab 1997 studierte er an der Albert-Ludwigs-Universität Freiburg Volkswirtschaftslehre bis zum Vordiplom, danach setzte er sein Studium in Mannheim und Louvain-la-Neuve (Belgien) fort und schloss 2003 an der Universität Mannheim mit einer Arbeit über die währungspolitische Transformation ausgewählter mittel- und osteuropäischer Beitrittsstaaten zur Europäischen Union als  Diplom-Volkswirt ab. Von 2000 bis 2003 war er Stipendiat der Friedrich-Naumann-Stiftung.
Von 2003 bis 2005 arbeitete er als wissenschaftlicher Mitarbeiter am volkswirtschaftlichen Lehrstuhl an der Fernuniversität Hagen und von 2005 bis 2009 an der Rheinisch-Westfälischen Technischen Hochschule (RWTH) Aachen. Ab 2010 war er bei der Firma Schlegel und Partner GmbH in Weinheim in der Marktforschung und Strategieberatung für Industrieunternehmen aus den Bereichen Fahrzeugtechnik, Chemie und dem Maschinenbau tätig. Seit Antritt des Bundestagsmandats ruht diese Tätigkeit.
Seit Mai 2025 ist Stockmeier als Lobbyist für den Verteilnetzbetreiber Netze BW, eine Tochter der EnBW AG, tätig.

## Politik
Stockmeier wurde 1997 Mitglied der Jungen Liberalen und ist seit 1998 FDP-Mitglied. Er gehört seit 2016 dem Vorstand des FDP-Kreisverbands Mannheim an, dessen Vorsitzender er seit Juli 2020 ist. Er ist Beisitzer im Landesvorstand der FDP Baden-Württemberg.
Bei der Bundestagswahl 2021 wurde er über Platz 13 der Landesliste in den 20. Deutschen Bundestag gewählt. Im Bundestag ist er Mitglied im Europaausschuss und im Ausschuss für Klimaschutz und Energie. Er kandidiert als Direktkandidat im Wahlkreis 275 Mannheim und Platz 11 der Baden-Württembergischen Landesliste der FDP für die Bundestagswahl 2025 und zog nicht erneut in den Bundestag ein - seine Partei scheiterte an der Fünf-Prozent-Hürde.

## Privates
Stockmeier lebt im Mannheimer Stadtteil Lindenhof, ist evangelisch und hat eine schwere Sehbeeinträchtigung.
Stockmeier hat zwei Geschwister. Sein Vater Johannes Stockmeier (* 1948) war Oberkirchenrat der Evangelischen Landeskirche in Baden, Vorstandsvorsitzender des Diakonischen Werkes Baden und von 2011 bis 2014 Präsident des Diakonischen Werkes der Evangelischen Kirche in Deutschland.